# Aftab Shivdasani
Aftab Shivdasani (Bombay, 25 juni 1978) is een Indiase acteur die voornamelijk in Hindi films speelt.

## Biografie
Shivdasani verscheen al op televisie in reclamespotjes voor babyvoeding toen hij 14 maanden oud was. Hij debuteerde als kind in Mr. India (1987). Hij bleef als kind rolletjes doen in films, en reclamespotjes op tv, tot hij op zijn 19de gevraagd werd voor de hoofdrol in Mast (1999). 

## Filmografie

### Films
| Jaar | Film                             | Rol                            | Opmerking                         |
| ---- | -------------------------------- | ------------------------------ | --------------------------------- |
| 1987 | Mr. India                        | weeskind                       |                                   |
| 1988 | Shahenshah                       | jonge Vijay                    |                                   |
| 1989 | ChaalBaaz                        | Raju                           |                                   |
| 1990 | Awwal Number                     | jonge Sunny                    |                                   |
| 1990 | C.I.D.                           | Sunny                          |                                   |
| 1994 | Insaniyat                        | jonge Amar                     |                                   |
| 1999 | Mast                             | Krishnakant Mathur             |                                   |
| 2001 | Kasoor                           | Shekhar Saxena                 |                                   |
| 2001 | Love Ke Liye Kuchh Bhi Karega    | Harilal                        |                                   |
| 2001 | Pyaar Ishq Aur Mohabbat          | Tajinder Bharadwaj             |                                   |
| 2002 | Koi Mere Dil Se Poochhe          | Aman Puri                      |                                   |
| 2002 | Kya Yehi Pyaar Hai               | Rahul Tiwari                   |                                   |
| 2002 | Awara Paagal Deewana             | Dr. Anmol Acharya              |                                   |
| 2002 | Jaani Dushman: Ek Anokhi Kahani  | Prem Srivastav                 |                                   |
| 2002 | Pyaasa                           | Suraj Thakur                   |                                   |
| 2003 | Darna Mana Hai                   | Purab                          |                                   |
| 2003 | Hungama                          | Nandu                          |                                   |
| 2003 | Footpath                         | Arjun Singh                    |                                   |
| 2004 | Suno Sasurjee                    | Raj K. Saxena                  |                                   |
| 2004 | Muskaan                          | Sameer Oberoi                  |                                   |
| 2004 | Masti                            | Prem Chawla                    |                                   |
| 2004 | Shukriya: Till Death Do Us Apart | Rohan Verma                    |                                   |
| 2005 | Koi Aap Sa                       | Rohan                          |                                   |
| 2005 | Deewane Huye Paagal              | Raj Sinha                      | gastoptreden                      |
| 2005 | Mr Ya Miss                       | Sanjay Patel                   |                                   |
| 2006 | Shaadi Se Pehle                  | Rohit Chopra                   |                                   |
| 2006 | Ankahee                          | Dr. Shekhar Saxena             |                                   |
| 2006 | Darwaza Bandh Rakho              | Ajay Pandit                    |                                   |
| 2006 | Jaane Hoga Kya                   | Siddharth Sardesai/ Mannu Dada |                                   |
| 2007 | Nishabd                          | Rishi                          | gastoptreden                      |
| 2007 | Red: The Dark Side               | Neil Oberoi                    |                                   |
| 2007 | Life Mein Kabhie Kabhiee         | Manish Gupta                   |                                   |
| 2007 | Speed                            | Kabir Khan                     |                                   |
| 2007 | Om Shanti Om                     |                                | cameo in nummer Deewangi Deewangi |
| 2007 | Dus Kahaniyaan                   | Aman                           | verhaal Lovedale                  |
| 2008 | De Taali                         | Abhishek Aggarwal              |                                   |
| 2008 | Money Hai Toh Honey Hai          | Gaurav Negi                    |                                   |
| 2009 | Aloo Chaat                       | Nikhil                         |                                   |
| 2009 | Daddy Cool                       | Michael                        |                                   |
| 2009 | Kambakkht Ishq                   | Lucky Shergill                 |                                   |
| 2009 | Acid Factory                     | Sarthak                        |                                   |
| 2009 | Aao Wish Karein                  | Mickey V. Mehra                |                                   |
| 2011 | Bin Bulaye Baraati               | AD                             |                                   |
| 2012 | Players                          | Raj                            | gastoptreden                      |
| 2012 | 1920: The Evil Returns           | Jaidev Verma                   |                                   |
| 2013 | Grand Masti                      | Prem Chawla                    |                                   |
| 2016 | Kyaa Kool Hain Hum 3             | Rocky                          |                                   |
| 2016 | Great Grand Masti                | Prem Chawla                    |                                   |
| 2018 | Bhaskar Oru Rascal               | Sanjay                         | Tamil film                        |
| 2019 | Setters                          | Aaditya                        |                                   |
| 2020 | Sulphur and White                | Rajesh                         | Engelse film                      |
| 2021 | Kotigobba 3                      | Sharath                        | Kannada film                      |

### Webseries
| Jaar | Serie                             | Rol                  | Platform        |
| ---- | --------------------------------- | -------------------- | --------------- |
| 2020 | Poison 2                          | Aditya Singh Rathore | ZEE5            |
| 2021 | Special Ops 1.5: The Himmat Story | Vijay Kumar          | Disney+ Hotstar |